# Lobelia fervens
Lobelia fervens är en klockväxtart som beskrevs av Carl Peter Thunberg. Lobelia fervens ingår i släktet lobelior, och familjen klockväxter.

## Underarter
Arten delas in i följande underarter:
- L. f. fervens
- L. f. recurvata